# Щурівці (Шепетівський район)
Щу́рівці — село в Україні, у Ізяславській міській громаді Шепетівського району Хмельницької області. Населення становить 520 осіб (2001).

## Географія
Село розташоване у південно-східній частині громади, за 4 км на південь від річки Горинь, за 15 км (автошляхом Т 1804) на південь від центру громади, та за 101 км (автошляхами Н25 та Н02) на північ від обласного центру.
Через село тече річка Луб'яхівка, права притока Горині.
Сусідні населені пункти:

## Історія
У 1906 році село Михнівської волості Ізяславського повіту Волинської губернії. Відстань від повітового міста 9 верст, від волості 8. Дворів 224, мешканців 1228.
Протягом 1907–1917 років село у складі Заславського ключа Заславського майорату князів Санґушків.
7 (20) листопада 1917 року, відповідно до Третього Універсалу Української Центральної Ради, увійшло до складу Української Народної Республіки.
12 червня 2020 року, відповідно до розпорядження Кабінету Міністрів України № 727-р «Про визначення адміністративних центрів та затвердження територій територіальних громад Хмельницької області», увійшло до складу Ізяславської міської територіальної громади.
19 липня 2020 року, в результаті адміністративно-територіальної реформи та ліквідації Ізяславського району, село увійшло до складу новоутвореного Шепетівського району.

## Населення
| Роки            | 1906 | 2001 | 2010 | 2011 |
| --------------- | ---- | ---- | ---- | ---- |
| Населення, осіб | 1228 | ▼520 | ▼475 | ▼468 |

## Відомі люди
- Дацюк Василь Лаврентійович (* 1949) — український письменник, сатирик, гуморист.
- Довгий Олег Іванович (1993—2015) — лейтенант, загинув при виконанні бойових обов'язків, під час війни на сході України, у районі Дебальцевого, поблизу смт. Чорнухине (Луганська область).